# Джинчарадзе, Маквала Тевратовна
Маквала Тевратовна Джинчарадзе (1937 год, село Бобоквати, Кобулетский район, Аджарская АССР, Грузинская ССР) — колхозница колхоза имени Сталина села Бобоквати Кобулетского района, Аджарская АССР, Грузинская ССР. Герой Социалистического Труда (1960).

## Биография
Родилась в 1937 году в крестьянской семье в селе Бобоквати Кобулетского района. Отец — Герой Социалистического Труда Теврад Османович Джинчарадзе. Племянница Героя Социалистического Труда Гули Османовны Джинджарадзе.
После окончания восьмилетней школы трудилась на чайной плантации в колхозе имени Сталина Кобулетского района. За ней был закреплён участок площадью 0,5 гектаров. Показывала высокие трудовые результаты. В 1957 году собрала на своём участке 6445 килограммов зелёного чайного листа, в 1958 году — 6390 килограммов и в 1959 году — 8358 килограммов. Показатели её труда по итогам 1959 года стали самым высоким результатом в чаеводстве в этом году в Аджарской АССР. Указом Президиума Верховного Совета СССР от 7 марта 1960 года удостоена звания Героя Социалистического Труда в «ознаменование 50-летия Международного женского дня, за выдающиеся достижения в труде и особо плодотворную общественную деятельность» с вручением ордена Ленина и золотой медали «Серп и Молот» (№ 8157).
В последующие годы продолжала показывать высокие трудовые результаты, собирая не менее 7200 килограмм зелёного чайного листа на участке площадью 0,5 гектаров.
После выхода на пенсию проживала в родном селе Бобоквати.